# District de Jääli
Le district de Jääli (en finnois : Jäälin suuralue) est l'un des districts de la ville d'Oulu en Finlande. 

## Description
Avant le 1er janvier 2013, Jääli faisait partie de la municipalité de Kiiminki, au 1er janvier 2013 elle a été intégrée à Oulu et est devenu le District de Jääli.
Le district a 4 969 habitants (1.1.2013)
.